# Tawny Kitaen
Tawny Kitaen, właśc. Julie Kitaen (ur. 5 sierpnia 1961 w San Diego, zm. 7 maja 2021 w Newport Beach) – amerykańska aktorka, modelka oraz osobowość medialna.
Popularność zyskała w latach 80., pojawiając się w wideoklipach do utworów hardrockowego zespołu Whitesnake (w tym w teledysku do światowego przeboju „Here I Go Again”). Przez 3 lata była żoną lidera grupy Davida Coverdale’a.
Kitaen znana jest również jako odtwórczyni głównej roli w erotycznym filmie przygodowym Gwendoline (The Perils of Gwendoline in the Land of the Yik-Yak, 1984), a także historycznej postaci Dejaniry w serialu telewizyjnym Herkules (1995–1999). Na antenie stacji ABC współprowadziła w latach 1992–1994 program America’s Funniest People. Z jej karierą aktorską wiąże się tytuł komedii Wieczór kawalerski (Bachelor Party, 1984), w której artystka wystąpiła w roli filmowej partnerki Toma Hanksa.